# 薛琦
薛琦（1947年6月28日—），生於重慶市，籍貫福建省林森縣（今福州閩侯縣），台灣經濟學者與政治人物，中國國民黨籍。曾任中華民國行政院政務委員、台灣證券交易所董事長、行政院經濟建設委員會副主任委員、台灣金融研訓院院長等職位。

## 生平
1969年畢業於台灣大學經濟系，1972年取得碩士學位。後至美國留學，1974年取得凱斯西儲大學經濟學碩士，1978年取得博士學位。
回國後，回到台灣大學經濟系任教，曾任經濟系主任與商學院院長。
1993年，蕭萬長任經建會主委時，薛琦擔任副主委，進入政界。在世界貿易組織進行服務貿易總協定談判中，薛琦擔任台灣主要談判代表。
2008年，接任臺灣證券交易所董事長。
江宜樺內閣時，出任政務委員兼福建省政府主席。
2016年，擔任和碩聯合科技獨立董事。
2017年，擔任永豐金公司獨立董事。